# 倫達倫
倫達倫（挪威語：Rendalen）是挪威的一個市镇，位於内陆郡，行政中心为貝格瑟特村。市镇面积为3,180平方公里，人口数量为2,146人（2004年），人口密度为每平方公里0.7人。